# TKOL RMX 1234567
TKOL RMX 1234567 è un album di remix del gruppo musicale britannico Radiohead, pubblicato il 10 ottobre 2011 dalla XL Recordings.

## Descrizione
L'album raggruppa in un unico formato i sette EP precedente pubblicati dal gruppo in formato vinile tra luglio e ottobre 2011 e contiene 19 remix dei brani originariamente presenti nell'ottavo album in studio The King of Limbs realizzati da vari artisti appartenenti alla musica elettronica, quali Caribou, Nathan Fake, Four Tet, Modeselektor e Jamie xx. Riguardo alla pubblicazione, il frontman Thom Yorke ha dichiarato:

## Tracce
CD 1
1. Little by Little (Caribou RMX) – 5:40
2. Lotus Flower (Jacques Greene RMX) – 7:09
3. Morning Mr Magpie (Nathan Fake RMX) – 4:51
4. Bloom (Harmonic 313 RMX) – 5:04
5. Bloom (Mark Pritchard RMX) – 6:07
6. Feral (Lone RMX) – 5:17
7. Morning Mr Magpie (Pearson Sound Scavenger RMX) – 4:38
8. Separator (Four Tet RMX) – 7:03

CD 2
1. Give Up the Ghost (Thriller Houseghost RMX) – 6:13
2. Codex (Illum Sphere RMX) – 4:34
3. Little by Little (Shed RMX) – 4:49
4. Give Up the Ghost (Brokenchord RMX) – 5:05
5. TKOL (Altrice RMX) – 6:02
6. Bloom (Blawan RMX) – 7:29
7. Good Evening Mrs Magpie (Modeselektor RMX) – 7:44
8. Bloom (Objekt RMX) – 5:21
9. Bloom (Jamie xx Rework) – 2:28
10. Separator (Anstam RMX) – 4:50
11. Lotus Flower (SBTRKT RMX) – 5:21